# Harvard Club of Poland
Harvard Club of Poland (HCoP) – stowarzyszenie skupiające członków, którzy zdobyli wykształcenie i szlify naukowe na Harvardzie. Stowarzyszenie liczy prawie 150 członków, wliczając w to absolwentów Harvard College, graduate schools, profesorów i studentów programów dla menedżerów, a także studentów Uniwersytetu Harvarda.
Stowarzyszenie powstało na bazie nieformalnej grupy absolwentów, którzy kończyli Uniwersytet Harvarda i przyjeżdżali do pracy w Polsce. Później dołączali do nich Polacy, którzy po Harvardzie postanowili wrócić do Polski.
Do celów stowarzyszenia należy integracja polskich absolwentów i pracowników Uniwersytetu Harvarda, inspirowanie innych do studiowania i pracy na tej uczelni, a także wspieranie merytoryczne i finansowe najzdolniejszych i najbardziej ambitnych osób w ich staraniach zdobycia wykształcenia lub doświadczenia zawodowego na Uniwersytecie Harvarda.
Stowarzyszenie od 2011 co roku organizuje konkurs „Droga na Harvard”, którego główną nagrodą jest tygodniowy wyjazd na bostoński kampus Harvard University.
W 2013 HCoP otrzymał nagrodę dla najlepszego klubu absolwentów od Harvard Alumni Association.

## Prezesi
- 1990 – 1995 Krzysztof Wróblewski
- 1995 – 1997 Adam P. Saffer
- 1997 – 1999 Paweł Dobrowolski
- 1999 – 2006 Robert Koński
- 2006 – 2015 Krzysztof Daniewski[4]
- 2015 – 2020 Waldemar Maj
- 2020 – obecnie Agata Mazurowska-Rozdeiczer.